# Адміністративна влада
«Адміністративна влада» (англ. Executive Suite; інший переклад[джерело?] «Номер для директорів») — чорно-білий кінофільм режисера Роберта Вайза (1954), створений за мотивами однойменного роману Кемерона Хоулі. У ролях — провідні голлівудські зірки того часу. Спеціальний приз журі Венеційського кінофестивалю, номінації на премію «Оскар» і BAFTA.

## Сюжет
Компанія «Tredway Corporation», відомий виробник меблів в невеликому американському містечку, переживає важкі часи, втрачаючи свій вплив на ринку. Саме в цей момент раптово помер її багаторічний президент Авери Баллард. Ім'я наступника назвати він не встиг і раді директорів належить ухвалити рішення про те, хто ж ним стане.
Основний кандидат, з точки зору акціонерів компанії, владний і амбітний Лорен Шоу. Він обіцяє повністю переглянути політику виробництва і збуту компанії і, нарешті, зробити її прибутковою. Його противником стає віце-президент Дон Уоллінг: ідеаліст, який звик більше займатися ідеями і розробкою нових продуктів. Кар'єрний ріст не особливо цікавить його, але поступово дружина і союзники переконують його в тому що він здатний досягти мети. Уоллінг доведеться пройти складний шлях, через інтриги і підкилимну боротьбу, щоб зайняти місце президента компанії.

## У ролях
- Вільям Голден — Макдональд «Дон» Уоллінг
- Джун Еллісон  — Мері Уоллінг
- Барбара Стенвік — Джулія Тредвей
- Волтер Піджон — Фредерік Алдерсон
- Фредрік Марч  — Лорен Фінеас Шоу
- Пол Дуглас  — Джей Волтер Дадлі
- Луї Келхерн — Джордж Найл Касуелл
- Ніна Фох — Еріка Мартін
- Шеллі Вінтерс — Єва Бардеман
- Дін Джаггер  — Джессі Грим

## Нагороди і номінації
- 1955 номінація на премії Оскар за:
  - Найкраща жіноча роль другого плану (Ніна Фох).
  - Найкраща робота художника-постановника
  - Найкраща операторська робота
  - Найкращий дизайн костюмів

- 1954 — номінація на премію BAFTA
  - найкращий фільм
  - найкращий актор (Фредрік Марч)

- 1954 — фільм-учасник основного конкурсного показу Венеційського кінофестивалю і володар спеціальної премії журі (найкращий акторський ансамбль).